# Asadabad (distrikt)
Asadabad är ett distrikt i Afghanistan. Det ligger i provinsen Kunar, i den östra delen av landet, 180 kilometer öster om huvudstaden Kabul. Administrativt centrum är provinshuvudstaden Asadabad.
Distriktet beräknades år 2022 ha cirka 40 000 invånare.